# بيلي وايت
بيلي وايت (بالإنجليزية: Billy White)‏ (13 أكتوبر 1936 بليفربول في المملكة المتحدة - 7 ديسمبر 2000 في المملكة المتحدة) هو لاعب كرة قدم بريطاني في مركز الهجوم. لعب مع نادي بيرنلي ونادي ريكسهام ونادي تشستر سيتي ونادي هاليفاكس تاون.